# آریه شهروز شالیکار

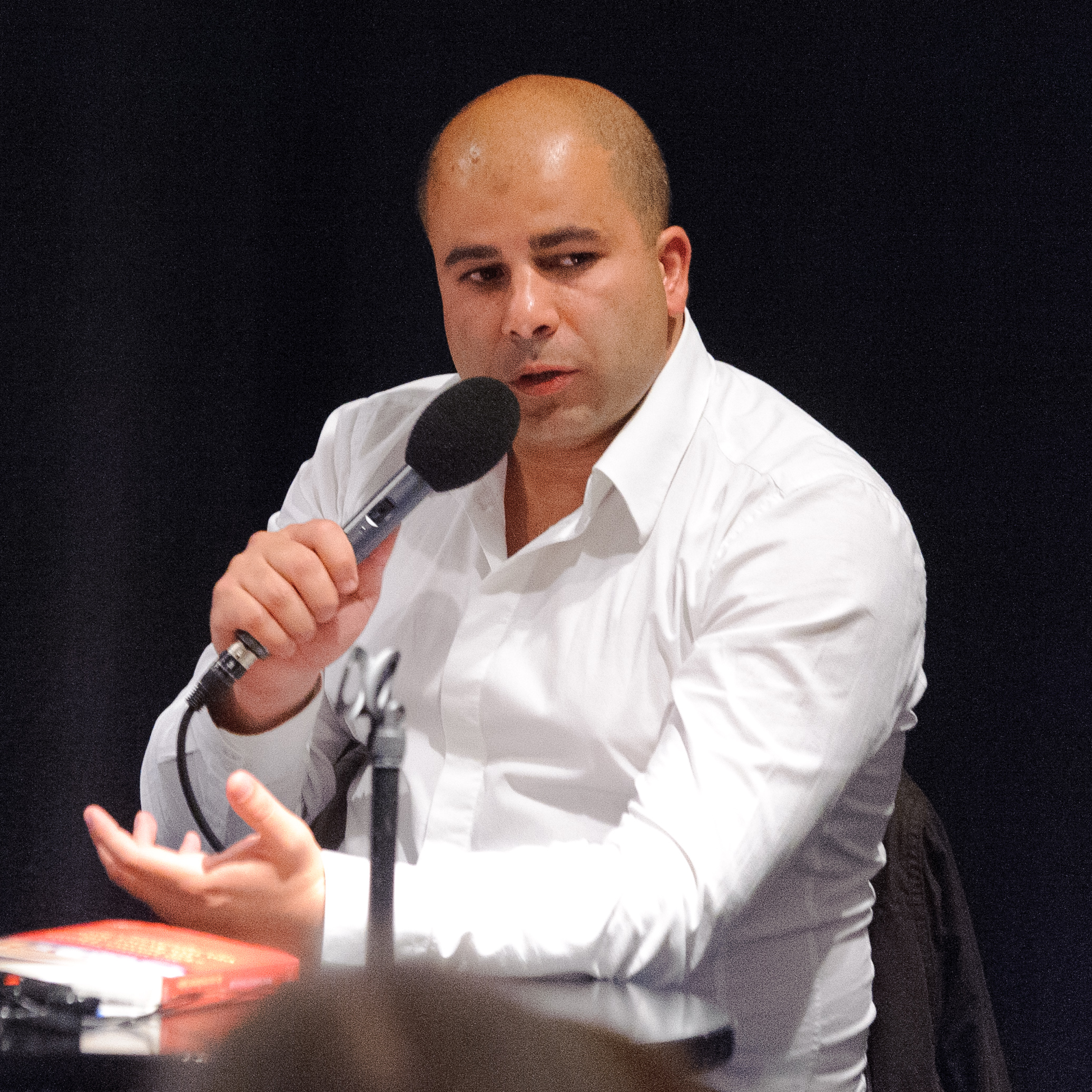
آریه شهروز شالیکار، روزهای ادبیات آلمان و اسرائیل ۲۰۱۲

آریه شهروز شالیکار (عبری: אריה שרוז שליקר‎؛ زادهٔ ۱۳ اوت ۱۹۷۷در گوتینگن) نویسنده، روزنامه‌نگار علوم سیاسی و سخنگوی ایرانی - آلمانی - اسراییلی وزارت خارجه اسراییلاست. این هنرمند سابق دیوارنگاری و نوازنده هیپ هاپ به عنوان سخنگو از سال ۲۰۰۹ درارتش اسرائیل خدمت کرده و دارای درجه سرهنگی است. از سال ۲۰۱۷، به عنوان رئیس دپارتمان در دولت اسرائیل کار می‌کند و در حال حاضر فیلمبرداری زندگی شالیکار توسط برادران وارنر و شرکت تولیدی بین‌المللی کارت بلانش آغاز شده‌است.